# Цегельно-черепична сировина Вінницької області
Цегельно-черепична сировина Вінницької області
У Вінницькій області існує понад 100 цегельних заводів. Проектна потужність двох Вінницьких заводів - по 50 млн шт. цегли на рік. Ще двох: Вендичанського і Гайсинського - до 15 млн шт. Ще шість заводів можуть випускати відповідно 10 і до 7-5 млн шт. цегли. Решта заводів - сезонні з максимальною продуктивністю від 1 до 3 млн шт. цегли на рік. Крім того, споруджується Крижопільський завод потужністю 30 млн шт. Будуються кілька заводів проектною потужністю від 5-7 до 15 млн шт. цегли на рік.
На Вінниччині відомо декілька видів цегельної сировини: глини, глинисті сланці (аргіліти), суглинки. Серед добавок до неї - піски, зола і шлаки ТЕС, каоліни, високопластичні глини. Майже всі цегельні заводи використовують тільки суглинки, які дають змогу одержувати хоча і низькоякісну цеглу, але без суттєвої переробки. Виняток становить Вендичанський завод, раніше виготовляв черепицю і пустотілі керамічні блоки, а після "удосконалення" технології в 70-80-ті роки - звичайну цеглу марки 100. Як добавки на найбільших заводах використовуються відходи вуглезбагачення, пісок. Дрібні заводи працюють без добавок, або компенсують їх спалюванням ґрунтового шару.
В області розвідано понад 160 родовищ цегельної сировини, освоєно - 76. Понад 40 кар'єрів розробляються або розроблялися без розвідки.
Відомо, що одним з найкращих видів цегляно-черепичної сировини в Україні є неогенові глини Придністровської смуги. Найбільш відоме серед них Вендичанське родовище глини, з глин якого з добавкою місцевого піску виготовляли тонку і міцну темно-червону черепицю.
Розвідані запаси родовища складають понад 10 млн.м3, в тому числі близько 4 млн.м3 розвідано керамзитової сировини. Річний видобуток не перевищує 30-50 тис.м3. Поруч розвідано Вендичанське-II родовище аналогічних глин з запасами 2,5 млн.м3, яке не розробляється. Карбонатні і інші великі включення в глинах майже відсутні.
Пластичні глини, за якістю близькі до Вендичанських, розвідані в розкривних породах на Клембівському (Ямпільський район) та Дмитрашку-Трудовському (Піщанський район) родовищах вапняків в кількостях, відповідно 0,6 і 3,3 млн.м3. Частково вивчено Володоївське родовище в Чернівецькому районі. Встановлено придатність цих глин для виготовлення цегли, пустотілих керамічних блоків, фасадної облицювальної плитки.
Високопластичні неогенові глини розвідані в центральній частині області на Новопрілукському родовищі глин для облицювальної плитки поблизу Турбова потужністю 1,5 млн.м3 і на Голубовському родовищі цегельної сировини в Жмеринському районі. Заслуговують на увагу глини Ровського і Тартакського родовищ в Жмеринському районі. Ці родовища, з розвіданими запасами відповідно 3,3 і 4,8 млн тонн глин, розташовані поблизу автомобільних і залізних доріг. Глини залягають на незначній глибині - від 2 до 6 м., А їх потужність досягає 16 - 22 м.
На околицях с.Вороновиці та також поблизу шосе і залізниці, на одній з ділянок на незначній глибині (2-5 м) виявлені поклади пластичних глин потужністю 6-8 м. і вторинних (збагачених природним способом) каолінів - близько 7 м. Об'єднання двох таких компонентів, як правило, дозволяє виготовляти різноманітні керамічні вироби.
У східній частині Вінницького і західній частині Липовецького району високопластичні глини залягають на глибині 1-3 м., а їх потужність досягає 10-30 м.
Крім глин, в південно-західній частині області заслуговують на увагу окремі шари аргілітів або, так званих глинистих сланців.